# Gönnersdorf (bij Bad Breisig)
Gönnersdorf is een plaats in de Duitse deelstaat Rijnland-Palts, en maakt deel uit van de Landkreis Ahrweiler.
Gönnersdorf telt 638 inwoners.

## Bestuur
De plaats is een Ortsgemeinde en maakt deel uit van de Verbandsgemeinde Bad Breisig.

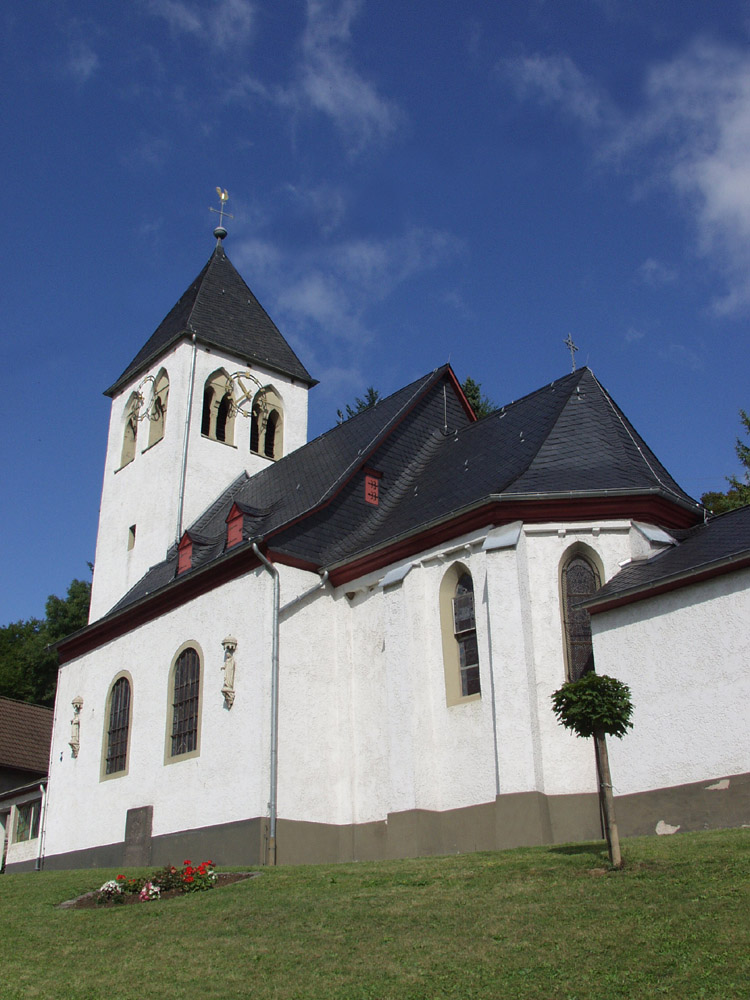
kerk van St Stephanus